# Hayes Gordon
Hayes Gordon (Boston, 25 de febrero de 1920-Sídney, 19 de octubre de 1999) fue un actor, director de escena y profesor de interpretación estadounidense con una considerable parte de su carrera desarrollada en Australia.
Gordon nació en Boston, Massachusetts. Su mentor fue Oscar Hammerstein, y apareció en Broadway en multitud de musicales, incluyendo la producción original de Oklahoma! (1943), Show Boat y Brigadoon. También apareció en el primer culebrón televisivo de Estados Unidos llamado Fashion Story. Fue nombrado en el periódico Red Networks, el cual se dedicaba a nombrar supuestos comunistas y simpatizantes, y tras negarse en 1951 a signar un juramento conforme no era comunista, su trabajo terminó completamente.
Entonces se trasladó a Sídney, Australia en 1952 para empezar el musical Kiss Me, Kate. Permaneció en las afueras y fundó el Ensemble Theatre in North Sídney con un grupo de jóvenes estudiantes a los que había enseñado en el Independent Theatre. Este teatro de estilo cooperativo fue el primero en Australia del tipo "theatre-in-the-round" (teatro en el que el público está situado de forma que rodea al escenario completamente). También fundó la academia de teatro más longeva de Australia, la Ensemble Studios, durante la década de los 50, que finalmente cerró en 2009. Hasta el fin de su vida fue director de dicha academia. Ya hacia el final de su vida publicó Acting and Performing que desarrollava su influencia Stanislavsky en los métodes de actuación. En el año 1986 le sucedió en el cargo de directo del Ensemble Theatre a Sandra Bates.
Hayes fue un gran amigo y mentor de la actriz australiana Denise Roberts, que enseñó cine y televisión en el Ensemble Studios durante 6 años. En septiembre del 2000, Denise fundó Screenwise e inició la enseñanza de la filosofía de actuación en cine de Hayes Gordon.
Se casó en 1980 con Helen Terry y estuvieron juntos hasta su muerte. Tiene una hija, Kati, que vivió con su madre en EE. UU.
Le fue otorgada la Orden del Imperio británico (OBE) en el New Year's Honours de 1979, y la Orden de Australia (AO) en el Día de Australia Honours de 1997, por sus contribuciones en el campo de las artes.
Murió en Sídney de enfermedad del corazón.